# Bohuslava (manželka Bavora I. ze Strakonic)
Bohuslava ze Strakonic byla česká šlechtična a manželka Bavora I. ze Strakonic.

## Život
Její původ je neznámý, podle Miroslava Svobody mohla pocházet z rodu Rožmberků. Zmíněna je v roce 1243 jako manželka Bavora I. ze Strakonic. Na listinách datovaných léty 1243 a 1251 je však zmíněna jako manželka Bavora ze Strakonic Dobroslava. Podle Miroslava Svobody se Bavor oženil dvakrát, poprvé s Dobroslavou, podruhé s Bohuslavou. Listina, kde je Bohuslava zmíněna, byla podle Svobody sepsána až po deseti letech, jméno Bavorovy manželky tak nebylo aktuální. Možné je však i to, že si písař listiny spletl jména a Dobroslavu zaměnil za Bohuslavu. Dobroslava či Bohuslava porodila Bavorovi minimálně syna Bavora II. ze Strakonic a dceru Domaslavu ze Strakonic. 